# Hellerup Sogn (Faaborg-Midtfyn Kommune)
 Denne artikel omhandler Hellerup Sogn (Faaborg-Midtfyn Kommune). Der er også andre sogne med dette navn, se Hellerup Sogn.
Hellerup Sogn er et sogn i Midtfyn Provsti (Fyens Stift).
I 1800-tallet var Hellerup Sogn anneks til Søllinge Sogn. Begge sogne hørte til Vindinge Herred i Svendborg Amt. Søllinge-Hellerup sognekommune blev ved kommunalreformen i 1970 indlemmet i Ringe Kommune, der ved strukturreformen i 2007 indgik i Faaborg-Midtfyn Kommune.
I Hellerup Sogn ligger Hellerup Kirke.
I sognet findes følgende autoriserede stednavne:
- Havndrup (bebyggelse, ejerlav)
- Hellerup (bebyggelse, ejerlav, landbrugsejendom)
- Kattekilde (bebyggelse)
- Kohave (areal)
- Langegyde (bebyggelse)

55°17′06″N 10°34′22″Ø / 55.28500°N 10.57278°Ø